# Stefan Boryczko

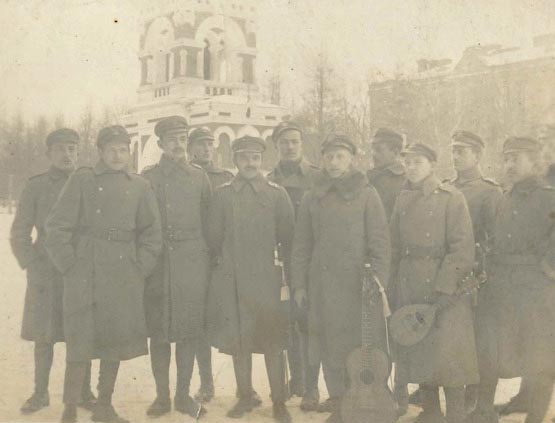
Chór 5 pułku piechoty Legionów Polskich w Legionowie (rok 1917) – Stefan Boryczko stoi pierwszy z lewej.

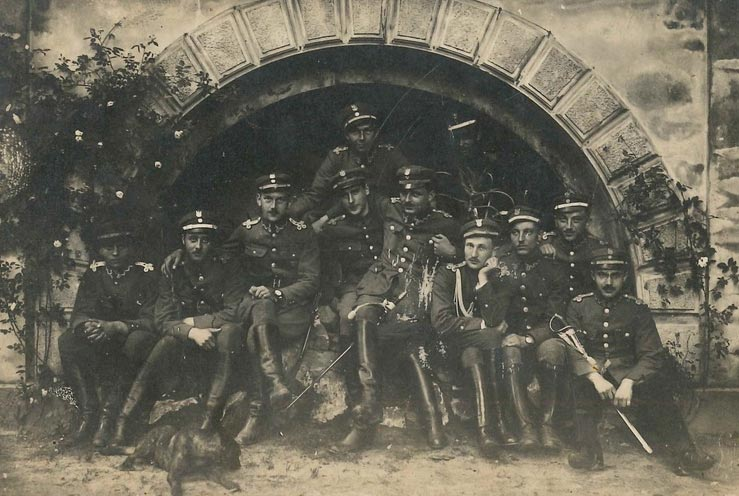
Oficerowie Dowództwa Okręgu Generalnego „Kielce” w 1921 roku – por. Stefan Boryczko siedzi drugi od prawej.

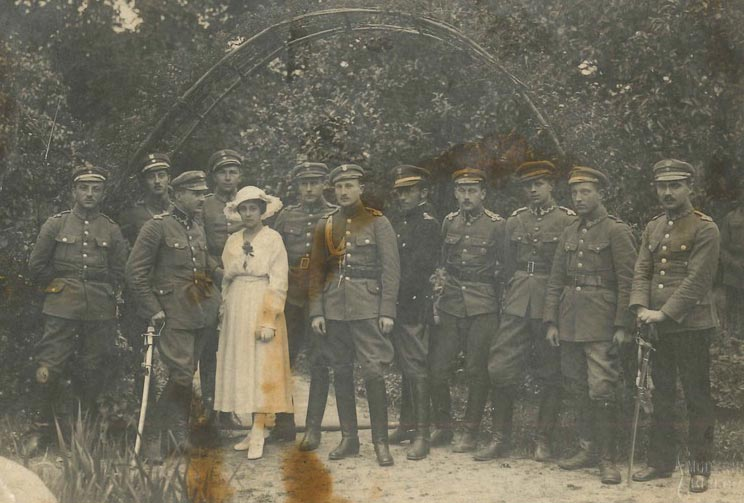
Grupa oficerów D.O.G. „Kielce” (1921) – por. Stefan Boryczko stoi pierwszy z lewej.

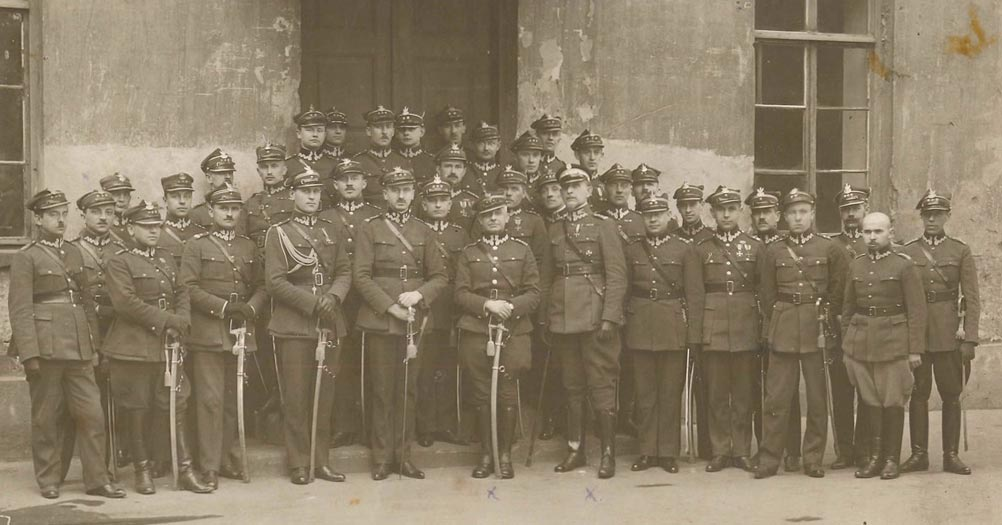
Obsada Oddziału V Sztabu Generalnego w 1924 roku – kpt. Stefan Boryczko stoi drugi od lewej. W środku stoi płk Leon Łuskino (zastępca Szefa Oddziału V).

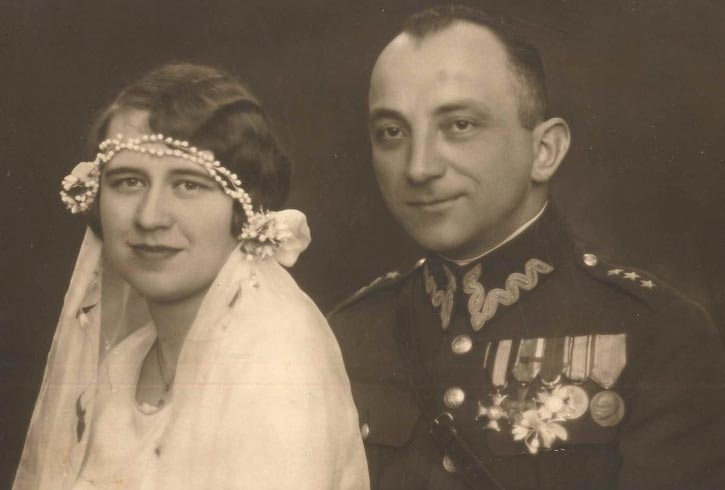
Stefan Boryczko z żoną Eugenią (1928).

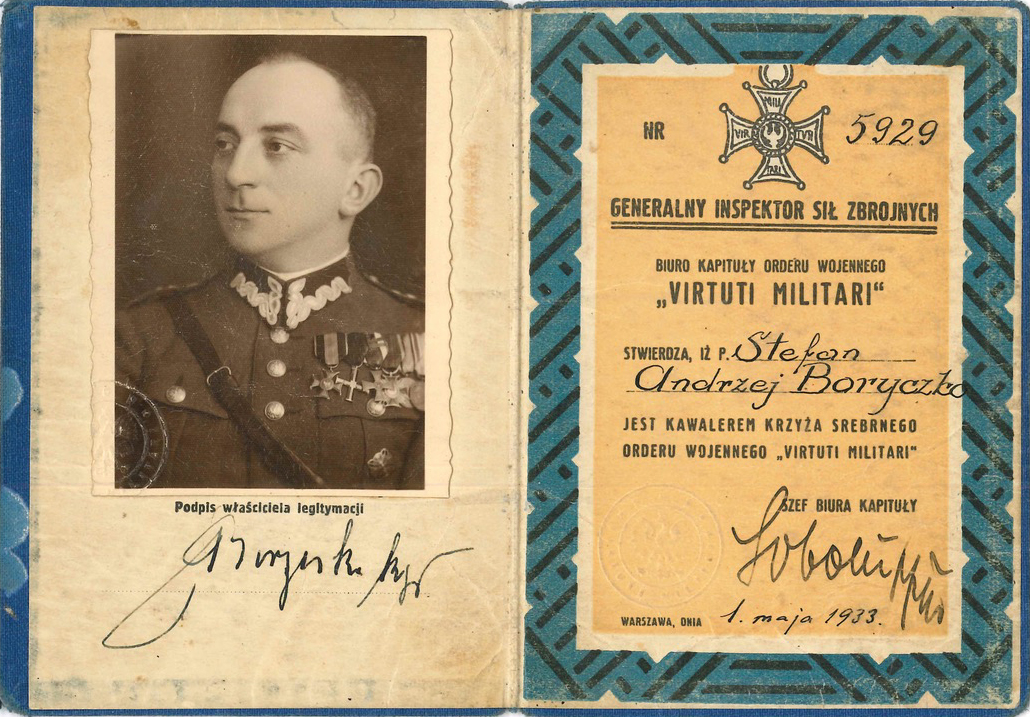
Legitymacja Krzyża Srebrnego Orderu Wojennego Virtuti Militari.

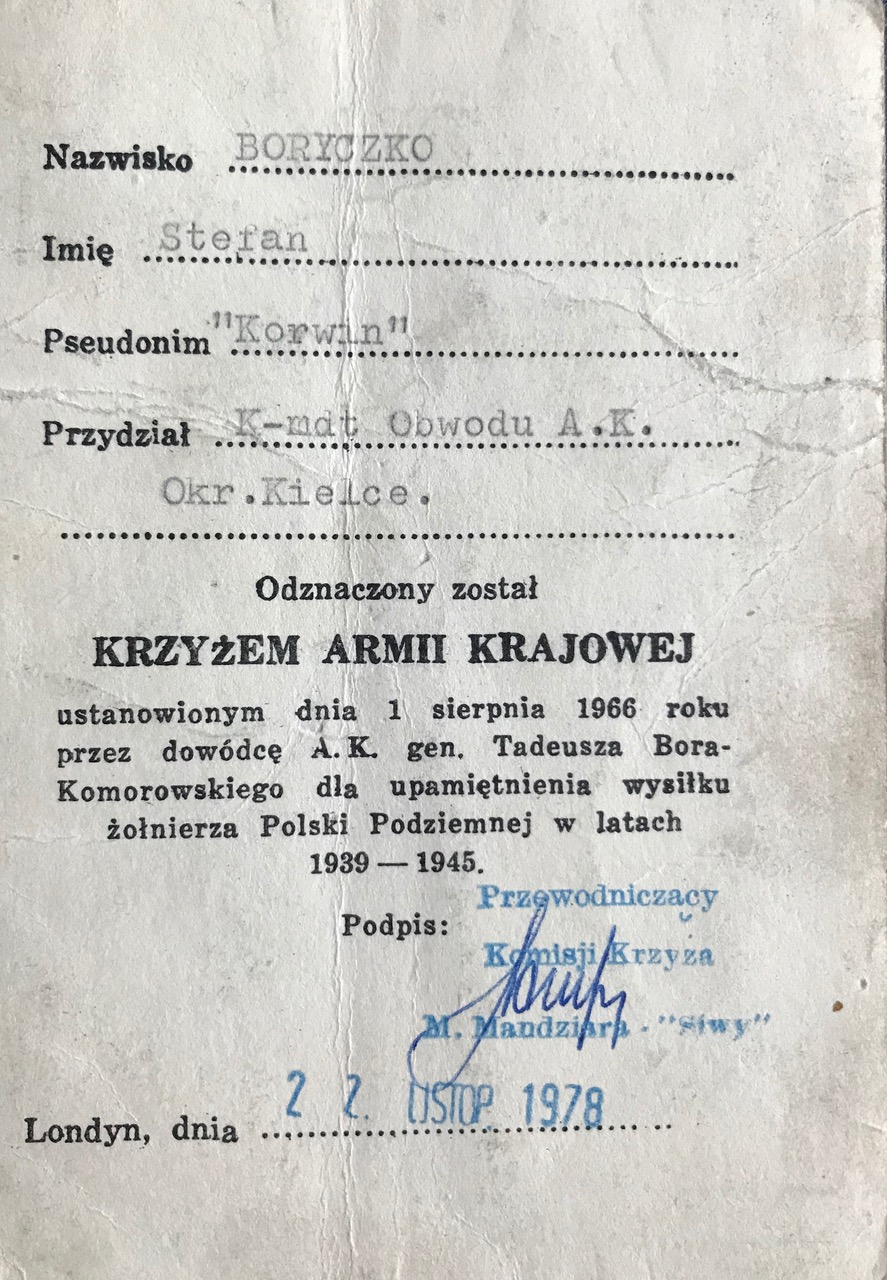
Legitymacja nadania Krzyża AK.

Stefan Andrzej Boryczko, ps. „Korwin” (ur. 1 września 1896 w Woli Duchackiej, zm. 6 sierpnia 1989 w Częstochowie) – podoficer Legionów Polskich, major piechoty Wojska Polskiego II Rzeczypospolitej i Armii Krajowej, kawaler Orderu Virtuti Militari.

## Młodość i służba w Legionach Polskich
Urodził się w rodzinie Wincentego i Katarzyny z domu Tobiasz.
Ukończył szkołę powszechną w Krakowie, po czym kształcił się w tamtejszym gimnazjum, w którym w czerwcu 1914 zdał maturę. W latach 1913–1914 należał do Związku Strzeleckiego, do którego wstąpił w Podgórzu. W początkach 1913 organizował jeden z jego terenowych oddziałów. W dniu 6 sierpnia 1914 wstąpił do Legionów Polskich, z którymi 8 sierpnia tr. wymaszerował na front. Początkowo służył w oddziale pionierów I Brygady Legionów, następnie otrzymał przydział do 9 kompanii V batalionu 5 pułku piechoty LP, z którą przeszedł jej szlak bojowy .
Wyróżnił się we wrześniu 1914 podczas bitwy pod Korczynem, kiedy to jako szeregowy został wysłany z czterema żołnierzami, z zadaniem rozpoznania terenu na drugim brzegu Nidy. Tam natknął się na silny patrol kawalerzystów wroga, na który zorganizował zasadzkę, korzystając z osłony lasu. Część nieprzyjaciół dopuścił do lasu i wziął bez jednego wystrzału do niewoli. Na resztę wrogiego podjazdu otworzył silny ogień, zmuszając go do bezładnej ucieczki. Z tej akcji przyprowadził dwóch jeńców wraz końmi, które były wówczas bardzo pożądane w oddziałach legionowych. W ten sposób dzięki swej brawurze i zimnej krwi chlubnie wywiązał się z powierzonego zadania. Odznaczył się także w dniu 20 lipca 1916 w trakcie walk pozycyjnych nad Stochodem. Wyznaczony został wtedy dowódcą patrolu składającego się z czternastu żołnierzy 9 kompanii 5 pp LP i otrzymał zadanie spenetrowania przedpola. Szeregowy Stefan Boryczko wyruszył ze swym oddziałem o północy i po dotarciu nad rzekę zauważył na jej drugim brzegu podejrzane ruchy nieprzyjaciela. Wraz z patrolem przekroczył rzekę i zapuścił się kilkaset metrów w głąb wrogich pozycji. W tym samym czasie nieprzyjaciel w sile kompanii zaczął przemieszczać się w kierunku wysuniętej reduty obsadzanej przez oddziały bawarskie. Taktyczne położenie tejże reduty uniemożliwiało wrogom przeprowadzanie jakichkolwiek akcji na pododdziały 5 pułku piechoty LP. Szeregowy Boryczko zorientowawszy się w zamiarach nieprzyjaciela, przepuścił jego kompanię, po czym otworzył ogień na jej tyły, wywołując popłoch. Następnie przypuścił szturm na uciekającego wroga, biorąc dziesięciu jeńców, w tym jednego oficera. Tym samym uniemożliwił zajęcie ważnej strategicznie reduty. Podczas walk wykazywał gotowość wypełniania wszelkich zadań, wykazując się przy tym dużą gorliwością. Za te czyny męstwa dokonane podczas walk w szeregach Legionów Polskich odznaczony został Krzyżem Srebrnym Orderu Virtuti Militari. Nadanie to zostało następnie potwierdzone dekretem Naczelnika Państwa i Naczelnego Wodza marszałka Józefa Piłsudskiego L.12845.V.M. z 17 maja 1922 (opublikowanym w Dzienniku Personalnym Ministerstwa Spraw Wojskowych Nr 2 z dnia 6 stycznia 1923).
W trakcie kampanii wojennej leczył się w szpitalu w Pieszczanach (początek 1915) oraz Szpitalu Rezerwowym Nr 1 w Wiedniu (przełom lutego i marca 1916) i krakowskim Szpitalu Fortecznym Nr 4 (marzec 1916). Awansowany do stopnia kaprala. Po kryzysie przysięgowym z lipca 1917 został w dniu 26 września tr. wcielony do armii austro-węgierskiej i przydzielony do 35 pułku piechoty, walczącego na froncie włoskim. Następnie przeniesiony do 20 pułku piechoty c. i k. armii, a w sierpniu 1918 skierowany na kurs oficerów rezerwy w Opawie.

## Dwudziestolecie międzywojenne
Pod koniec października 1918 opuścił kurs w Opawie i zgłosił się do organizowanego w Nowym Sączu 1 pułku Strzelców Podhalańskich. Z plutonem asystencyjnym tegoż pułku wyruszył na Śląsk Cieszyński, gdzie przebywał do początków marca 1919. W marcu tr., już w randze jednorocznego plutonowego, znajdował się w Stacji Zbornej 5 pułku piechoty Legionów w Krakowie (posiadał wówczas etatowy przydział do 1 kompanii uzupełniającej 1 pułku Strzelców Podhalańskich). Na mocy rozkazu Dowództwa Okręgu Generalnego „Kraków” oraz rozkazu dowództwa 5 pp Leg. z dnia 2 marca 1919 został przydzielony do 5 pułku piechoty Legionów odrodzonego Wojska Polskiego. Promowany na stopień podporucznika piechoty w dniu 1 maja 1919 . Z dniem 1 maja 1920 został mianowany warunkowo, aż do ukończenia prac przez Komisję Weryfikacyjną, do rangi porucznika piechoty. Następnie ponownie w 1 pułku Strzelców Podhalańskich, skąd odkomenderowano go do Dowództwa Okręgu Generalnego „Poznań” na stanowisko referenta. Następnie odkomenderowany do Dowództwa Okręgu Generalnego „Kielce”. Dekretem Naczelnego Wodza z 21 grudnia 1920 (dekret L. 2455) został mianowany porucznikiem w piechocie z dniem 1 kwietnia 1920. Mocą rozkazu L. 1828 ministra spraw wojskowych gen. por. Kazimierza Sosnkowskiego z dnia 18 stycznia 1921, Stefan Boryczko z 1 pułku Strzelców Podhalańskich (przebywający na odkomenderowaniu w Dowództwie Okręgu Generalnego „Kielce”) został przeniesiony i otrzymał przydział służbowy (odkomenderowanie) do Oddziału IIIb Dowództwa Okręgu Generalnego „Lublin” – na stanowisko zastępcy Szefa Wydziału. Na dzień 1 czerwca 1921 porucznik Stefan Boryczko pozostawał już etatowym oficerem 41 pułku piechoty i był w tym czasie przydzielony do Oddziału V Naczelnego Dowództwa. W kwietniu 1922 ukończył kurs przeszkolenia. Dekretem Naczelnika Państwa i Wodza Naczelnego z dnia 3 maja 1922 (dekret L. 19400/O.V.) został zweryfikowany w stopniu porucznika ze starszeństwem z dniem 1 czerwca 1919 i 273. lokatą w korpusie oficerów piechoty.
Przez kolejne lata pozostawał nadal na etacie suwalskiego 41 pułku piechoty. W roku 1923 zajmował 249. lokatę w swoim starszeństwie pośród poruczników piechoty i pełnił obowiązki dowódcy 9 kompanii 41 pp. W dniu 31 marca 1924 został przez Prezydenta Rzeczypospolitej Stanisława Wojciechowskiego awansowany do rangi kapitana, ze starszeństwem z dniem 1 lipca 1923 i 192. lokatą w korpusie oficerów piechoty. Na mocy Rozkazu Dziennego 41 pułku piechoty Nr 80/24 został z dniem 7 kwietnia 1924 wyznaczony adiutantem tegoż pułku. Następnie był odkomenderowany z suwalskiego pułku do Ministerstwa Spraw Wojskowych i skierowany do pracy w Oddziale I Sztabu Generalnego. Z dniem 7 listopada 1924 został przydzielony przez ministra spraw wojskowych – gen. dyw. Władysława Sikorskiego – do Oddziału V Sztabu Generalnego. Pod koniec roku 1924 Stefan Boryczko zajmował 195. lokatę wśród kapitanów piechoty w swoim starszeństwie.
We wrześniu 1925 minister spraw wojskowych przeniósł kpt. Boryczko, w korpusie oficerów piechoty (jako nadetatowego oficera 41 pułku piechoty), z Oddziału V Sztabu Generalnego do Dowództwa Korpusu Ochrony Pogranicza. Z dniem 15 września 1925 objął on stanowisko referenta personalnego, a w roku następnym piastował już funkcję kierownika Referatu Personalnego. 28 stycznia 1928 wybrano go zastępcą Komisji Oficerskiej (małżeńskiej) przy Dowództwie KOP – na rok 1928. W roku 1928 kapitan Boryczko przynależał do kadry Departamentu Piechoty Ministerstwa Spraw Wojskowych i wciąż pełnił służbę w Korpusie Ochrony Pogranicza (w tym okresie nadal kierował Referatem Personalnym w Dowództwie KOP). Zajmował wówczas 185. lokatę w swoim starszeństwie pośród kapitanów piechoty. W dniu 17 grudnia 1928 została mu nadana Odznaka Pamiątkowa KOP „Za Służbę Graniczną”. Od 1 maja 1929 pełnił obowiązki kierownika Samodzielnego Referatu Personalnego Dowództwa KOP, na stanowisku oficera sztabowego. W kwietniu 1930 został przeniesiony przez marszałka Józefa Piłsudskiego (ówczesnego ministra spraw wojskowych) z KOP-u do 36 pułku piechoty z Warszawy. Przy odejściu została mu udzielona pochwała za sumienność, dokładność i zaangażowanie oraz opracowanie przepisów i instrukcji normujących funkcjonowanie Referatu Personalnego Dowództwa KOP.
W 1930 roku zajmował 659. lokatę wśród wszystkich kapitanów piechoty, a zarazem 173. lokatę w swoim starszeństwie. W warszawskim pułku dowodził między innymi kompanią szkolną. Zarządzeniem Prezydenta Rzeczypospolitej Ignacego Mościckiego z dnia 2 sierpnia 1931 został, za pracę w dziele odzyskania niepodległości, odznaczony Krzyżem Niepodległości. Do końca swej służby zawodowej pozostawał oficerem 36 pułku piechoty. W roku 1932 zajmował 129. lokatę wśród kapitanów korpusu piechoty ze swego starszeństwa, a na dzień 1 lipca 1933 była to już 124. lokata w swym starszeństwie (a równocześnie 460. lokata łączna wśród wszystkich kapitanów piechoty). Od listopada 1933 pełnił obowiązki dowódcy batalionu w 36 ppLA. W tym czasie piastował również stanowisko wykładowcy w Akademickim Związku Strzeleckim w Warszawie.
Na mocy zarządzenia Prezydenta RP Ignacego Mościckiego z dnia 23 października 1934, kapitan Stefan Andrzej Boryczko z 36 pułku piechoty został przeniesiony do rezerwy (w korpusie oficerów piechoty) z dniem 30 listopada 1934, z równoczesnym przeniesieniem w rezerwie do 58 pułku piechoty ze starszeństwem z dniem 1 lipca 1923 i lokatą 1,8.
Po zakończeniu służby wojskowej zamieszkał z rodziną w Poznaniu i podjął pracę w tamtejszej dyrekcji kolei. Zajmował między innymi stanowisko naczelnika Biura Personalnego Dyrekcji Okręgowej Kolei Państwowych w tym mieście. Za zasługi w służbie kolejowej został zarządzeniem Prezydenta RP Ignacego Mościckiego z dnia 11 listopada 1937 odznaczony Złotym Krzyżem Zasługi. Awansowany do rangi majora rezerwy został ze starszeństwem z dniem 19 marca 1939 r. i 68. lokatą wśród oficerów korpusu piechoty. W roku 1936 piastował stanowisko Kierownika Referatu Społecznego Zarządu Okręgu Poznań Związku Legionistów Polskich.

## Okupacja niemiecka
W okresie okupacji, ostrzeżony o możliwości aresztowania przez Niemców, przeniósł się jesienią 1939 z Poznania na kielecczyznę. Tam złączył się z rodziną, którą w końcu sierpnia 1939 ewakuowano do Kielc. Używał wówczas dokumentów na nazwisko Kalinowski. Pod pseudonimem „Korwin” podjął działalność konspiracyjną w Okręgu Radom-Kielce Armii Krajowej („Jodła”) – od 1941 do sierpnia 1944 na stanowisku komendanta Podobwodu Kielce-Miasto, a od początku sierpnia 1944 do stycznia 1945 na stanowisku komendanta Obwodu Kielce.

## Okres powojenny
Po rozwiązaniu Armii Krajowej w styczniu 1945, w celu uniknięcia represji ze strony komunistów, wyjechał na Śląsk (tam używał przybranego nazwiska Bryła). Zamieszkał w Chorzowie i pracował w hutach „Kościuszko” i „Florian”. W listopadzie 1978 władze emigracyjne odznaczyły go Krzyżem Armii Krajowej. Zmarł w Częstochowie i pochowany został pod nazwiskiem Bryła-Boryczko na chorzowskim cmentarzu parafii św. Barbary. Spoczywa we wspólnym grobie razem z żoną.

## Rodzina
W roku 1928 zawarł związek małżeński z Eugenią Mazurkiewicz (ur. 23 lutego 1908, zm. 8 października 1984), z którą miał córki: Halinę (ur. 23 sierpnia 1929) i Zofię (ur. 24 stycznia 1934).

## Awanse
- podporucznik – z dniem 1.5.1919
- porucznik – z dniem 1.5.1920 (w dniu 3.5.1922 został zweryfikowany w tym stopniu ze starszeństwem z dniem 1.6.1919 i 273. lokatą)
- kapitan – z dniem 1.7.1923 i 192. lokatą
- major rez. – z dniem 19.3.1939 i 68. lokatą

## Ordery i odznaczenia
- Krzyż Srebrny Orderu Wojskowego Virtuti Militari nr 5929 (17 maja 1922)[7][47]
- Krzyż Walecznych (trzykrotnie)[48][49][50]
- Krzyż Niepodległości (2 sierpnia 1931)[51][52][2]
- Złoty Krzyż Zasługi (11 listopada 1937)[53]
- Srebrny Krzyż Zasługi (5 kwietnia 1928)[54][22]
- Medal Pamiątkowy za Wojnę 1918–1921[s][55]
- Medal Dziesięciolecia Odzyskanej Niepodległości[t][55]
- Krzyż Armii Krajowej[45]
- Odznaka „Za wierną służbę”[56]
- Odznaka pamiątkowa 5 pułku piechoty Legionów[55]
- Odznaka pamiątkowa KOP „Za Służbę Graniczną”